# Centaurium microcalyx
Centaurium microcalyx là một loài thực vật có hoa trong họ Long đởm. Loài này được (Boiss. & Reut.) Ronniger mô tả khoa học đầu tiên năm 1916.